# Grafschafter Volksbank
Die Grafschafter Volksbank eG ist eine deutsche Genossenschaftsbank in der Rechtsform einer eingetragenen Genossenschaft (eG) mit Sitz in Nordhorn, der Kreisstadt des Landkreises Grafschaft Bentheim. Sie ist aus sechs Verschmelzungen hervorgegangen, die in den Jahren 1968, 1970 und 1999, 2001, 2004 und 2007 vollzogen wurden.

## Geschichte der Grafschafter Volksbank eG

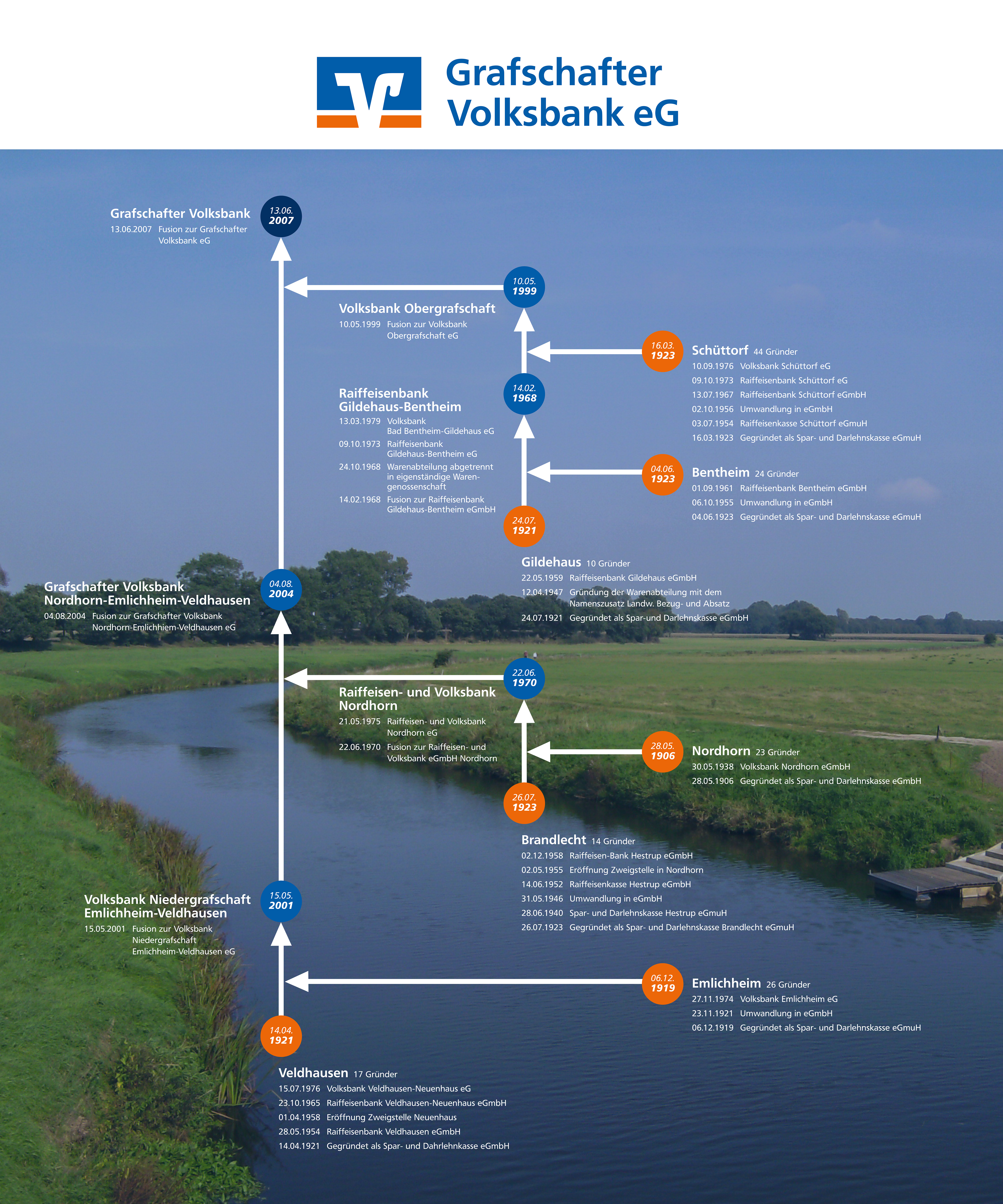
Stammbaum der Grafschafter Volksbank eG

Die erste Vorgängerbank wurde am 28. Mai 1906 von 23 Bürgern (18 Handwerker, drei Kaufleute, ein Techniker, ein Gastwirt) als Spar- und Darlehenskasse Nordhorn eGmbH (1938 Volksbank Nordhorn eGmbH) gegründet. Im Gründungsjahr zählte die Stadt Nordhorn etwa 3.000 Einwohner. Zielgruppe waren vor allem Handwerk, Handel und Gewerbe. Bis 1932 wurden die Bankgeschäfte in den Privathäusern der jeweiligen Rendanten abgewickelt. 1963 eröffnete die Bank eine Zweigstelle im Nordhorner Stadtteil Blanke und 1966 in Bentheim.
Am 6. Dezember 1919 wurde in Emlichheim die Spar- und Darlehenskasse Emlichheim eGmuH (1921 Rechtsform in eGmbH geändert, 1974 Volksbank eG) von 26 Bürgern (19 Landwirte, vier Kaufleute, drei Handwerker) gegründet.
Zwei Jahre später entstand am 14. April 1921 die Spar- und Darlehnskasse Veldhausen eGmbH (1954 Raiffeisenbank, 1965 Veldhausen-Neuenhaus, 1976 Volksbank eG). 17 Bürger waren die Gründer (sieben Kaufleute, fünf Handwerker, zwei Gastwirte, ein Landwirt, ein Pastor, ein Bürgermeister). Am 1. April 1958 eröffnete die Bank in Neuenhaus eine Zweigstelle.
In Gildehaus kam es am 24. Juli 1921 zur Gründung der Spar- und Darlehenskasse Gildehaus eGmbH (1959 Raiffeisenbank) durch zehn Personen (zwei Handwerker, ein Kaufmann, fünf Landwirte, ein Händler, ein Bürgermeister), an die im Jahr 1947 zusätzlich eine Warenabteilung angegliedert wurde.
Gründungsjahr der Spar- und Darlehenskasse Bentheim eGmuH war 1923 (1955 Rechtsform in eGmbH geändert, 1961 Raiffeisenbank). Die Gründung wurde am 4. Juni 1923 von 25 Bürgern beschlossen (sieben Handwerker, fünf Lehrer, vier Kaufleute, zwei Zollinspektoren, ein Postmeister, ein Hotelbesitzer, ein Fabrikbesitzer, ein Landwirt, ein Dentist, ein Steuersekretär, ein Gastwirt).
Am 16. März 1923 gründeten 44 Bürger (25 Landwirte, vier Handwerker, drei Kaufleute, drei Händler, zwei Lehrer, ein Güterexpedient, ein Eisenbahnsekretär, ein Stationsvorsteher, ein Postmeister, ein Gastwirt, ein Zöllner, ein Privatier) die damalige Spar- und Darlehnskasse Schüttorf eGmuH (1954 Raiffeisenkasse, 1956 Rechtsform in eGmbH geändert, 1967 Raiffeisenbank, 1976 Volksbank eG).
Am 26. Juli 1923 gründete sich die Spar- und Darlehenskasse Brandlecht eGmuH. (1940 Spar- und Darlehnskasse Hestrup eGmuH, 1946 Rechtsform in eGmbH, 1952 Raiffeisenkasse, 1958 Raiffeisen-Bank) durch 14 Personen (zwölf Landwirte, ein Pastor, ein Lehrer). Zur Versorgung der ländlichen Bevölkerung expandierte die Bank durch Eröffnung einer Zweigstelle am 2. Mai 1955 an die Lingener Straße nach Nordhorn. Im Januar 1961 folgte eine Zweigstelle in Klausheide und im Mai 1965 in Brandlecht.
Die erste Verschmelzung im Landkreis Grafschaft Bentheim erfolgte 1968 zwischen Gildehaus und Bentheim. Beide Banken schlossen sich zur Raiffeisenbank Gildehaus-Bentheim eGmbH (1979 Volksbank Bad Bentheim-Gildehaus) zusammen. Mit Wirkung vom 1. Januar 1969 erfolgte die Abkopplung der Warenabteilung vom Bankgeschäft in eine eigenständige Warengenossenschaft.
Die Raiffeisen- und Volksbank eGmbH Nordhorn (1975 Raiffeisen- und Volksbank Nordhorn eG) entstand 1970 aus der Fusion der Volksbank Nordhorn mit der Raiffeisen-Bank Hestrup.
Zur Stärkung der Region Obergrafschaft im Landkreis Grafschaft Bentheim fusionierten 1999 die beiden Volksbanken Bad Bentheim-Gildehaus und Schüttorf zur Volksbank Obergrafschaft eG.
In 2001 folgte die Verschmelzung der Volksbanken Emlichheim und Veldhausen-Neuenhaus zur Volksbank Niedergrafschaft Emlichheim-Veldhausen eG.
2004 schlossen sich die Raiffeisen- und Volksbank Nordhorn und die Volksbank Niedergrafschaft Emlichheim-Veldhausen zur Grafschafter Volksbank Nordhorn-Emlichheim-Veldhausen eG zusammen.
Am 13. Juni 2007 fusionierten die Grafschafter Volksbank Nordhorn-Emlichheim-Veldhausen und die Volksbank Obergrafschaft zur heutigen Grafschafter Volksbank eG.